# 246
| [ Edytuj tabelę ] |                        |
| Władca Korei      | - 227 Tongch’ŏn 248    |
| Papież            | - 236 Fabian 250       |
| Król Persji       | - 241 Szapur I 272     |
| Cesarz Rzymu      | - 244 Filip I Arab 249 |

Rok 246 / CCXLVI
stulecia: II wiek ~
III wiek ~
IV wiek

lata: 236 «
241 «
242 «
243 «
244 «
245 «
246
» 247
» 248
» 249
» 250
» 251
» 256

## Wydarzenia
- cesarz rzymski Filip Arab odrzucił za północną granicę Gepidów, którzy wdarli się do Dacji